# Ten Inny
Ten Inny – wydany w 2006 zbiór wykładów Ryszarda Kapuścińskiego. Tematem ich wszystkich jest relatywistyczne spojrzenie na Innego. Słowo kluczowe w tym dziele – Inny – stało się dla Kapuścińskiego synonimem człowieka pozaeuropejskiego. Poruszanym problemem jest relatywizm teoriopoznawczy, który wyraża się w mnogości zderzających się ze sobą kultur, które często wcześniej nie miały ze sobą styczności. Dla Europejczyków Inny to np. Afrykańczyk lub Azjata, z kolei dla Afrykańczyków i Azjatów to właśnie Europejczycy są Innymi. Kapuściński opisuje to pojęcie w kontekście rozwoju cywilizacji na przestrzeni wieków. Opiera się przy tym na swoich niezliczonych reporterskich podróżach, a także na pracach filozofów, antropologów i historyków.
Wykłady zawarte w książce:
- trzy wykłady z Instytutu Nauk o Człowieku w Wiedniu
- wykład z Uniwersytetu Jagiellońskiego, wygłoszony z okazji przyznania tytułu doktora honoris causa
- wykład z Wyższej Szkoły Europejskiej im. Józefa Tischnera
- wykład z Międzynarodowego Sympozjum Pisarzy w Grazu